# Талер, Херберт
Херберт Талер (нем. Herbert Thaler; 22 января 1940, Имст, Австрия) — австрийский саночник, выступавший за сборную Австрии в середине 1950-х — начале 1960-х годов, чемпион мира. Приходится братом не менее известному саночнику Йозефу Талеру.
Херберт Талер выиграл золотую медаль в программе мужских одиночных заездов четвёртого чемпионата мира по санному спорту, проходившего в 1959 году во французском Вийяр-де-Лане, при этом он опередил знаменитого в будущем соотечественника Йозефа Файштмантля и амбициозного итальянца Давида Мородера. В следующем году на чемпионате мира в Гармиш-Партенкирхене удостоился серебряной награды за состязания мужских двоек, где выступал в паре с Хельмутом Талером и уступил первое место австрийской паре Райнхольд Фрош — Эвальд Вальх.
Участия в зимних Олимпийских играх Херберт Талер не принимал, так как закончил карьеру профессионального спортсмена ещё до вхождения санного спорта в олимпийскую программу.